# إريكا إم. أندرسون
إريكا إم. أندرسون (بالإنجليزية: Erika M. Anderson)‏ هي مغنية مؤلفة وعازفة قيثارة وملحنة أمريكية، ولدت في 2 أبريل 1982 في داكوتا الجنوبية في الولايات المتحدة.

## وصلات خارجية
- الموقع الرسمي
- إريكا إم. أندرسون على موقع ميوزك برينز (الإنجليزية)
- إريكا إم. أندرسون على موقع رولينغ ستون (الإنجليزية)
- إريكا إم. أندرسون على موقع أول ميوزيك (الإنجليزية)
- إريكا إم. أندرسون على موقع ديسكوغز (الإنجليزية)
- إريكا إم. أندرسون على موقع ديسكوغز (الإنجليزية)